# Kayhude
Kayhude település Németországban, Schleswig-Holstein tartományban. Lakosainak száma 1226 fő (2023. december 31.).

## Népesség
A település népességének változása:
| Lakosok száma | 885  | 1163 | 1162 | 1234 | 1247 | 1226 |
|               | 1975 | 2017 | 2019 | 2021 | 2022 | 2023 |